# Euproctis pallida
Euproctis pallida är en fjärilsart som beskrevs av Kirby 1896. Euproctis pallida ingår i släktet Euproctis och familjen tofsspinnare. Inga underarter finns listade i Catalogue of Life.